# ニューポール 12
ニューポール  12・12bis
ニューポール 12 A.2の試作機
- 用途：偵察機（砲科）/戦闘機/練習機
- 設計者：ギュスターヴ・ドラージュ（英語版）
- 製造者：ニューポール
- 運用者：

  - フランス空軍
  - ロシア帝国空軍（英語版）
  - イギリス海軍航空隊
  - イギリス陸軍航空隊
- 初飛行：1915年
- 生産数：300機以上[1]
- 運用開始：1915年
- 退役：1918年
- 運用状況：退役済
- 原型機：ニューポール 10

ニューポール 12（近年の情報源ではニューポール XII）はフランスの複葉（一葉半方式〈セスキプラン〉）偵察機・戦闘機・練習機で、第一次世界大戦中にフランス・ロシア・イギリス・アメリカで使用された。後期生産分は練習機として製造され、1920年代末まで練習機として広く使われた。

## 設計と開発
ニューポール 10の性能向上のため、上翼面積を著しく拡大したエンジン換装版がニューポール 12として開発された。偵察員用にルイス機銃1挺を後席に搭載した。通常はイティヴィ（Etévé）環状銃架（英軍ではニューポールリングとして知られた）によったが、初期には柱状銃架や半環状銃架を用いた。2挺目のルイス機銃を上翼の上に備えることもあった。イギリス陸軍航空隊が使用したベアドモア製の機体にはニューポールリングに代えてスカーフリングとパイロット用のプロペラ同調装置付ヴィッカース機銃を備えたものもあった。これらの追加改修はベアドモア社が行ったものである。
クレルジェ（100 hp (75 kW) ）・クレルジェ 9Bエンジン（130 hp (97 kW)）・ル・ローヌ 9J（110 hp (82 kW)）のいずれかを機首に搭載出来た。

## 派生型
ニューポール 12 A.2

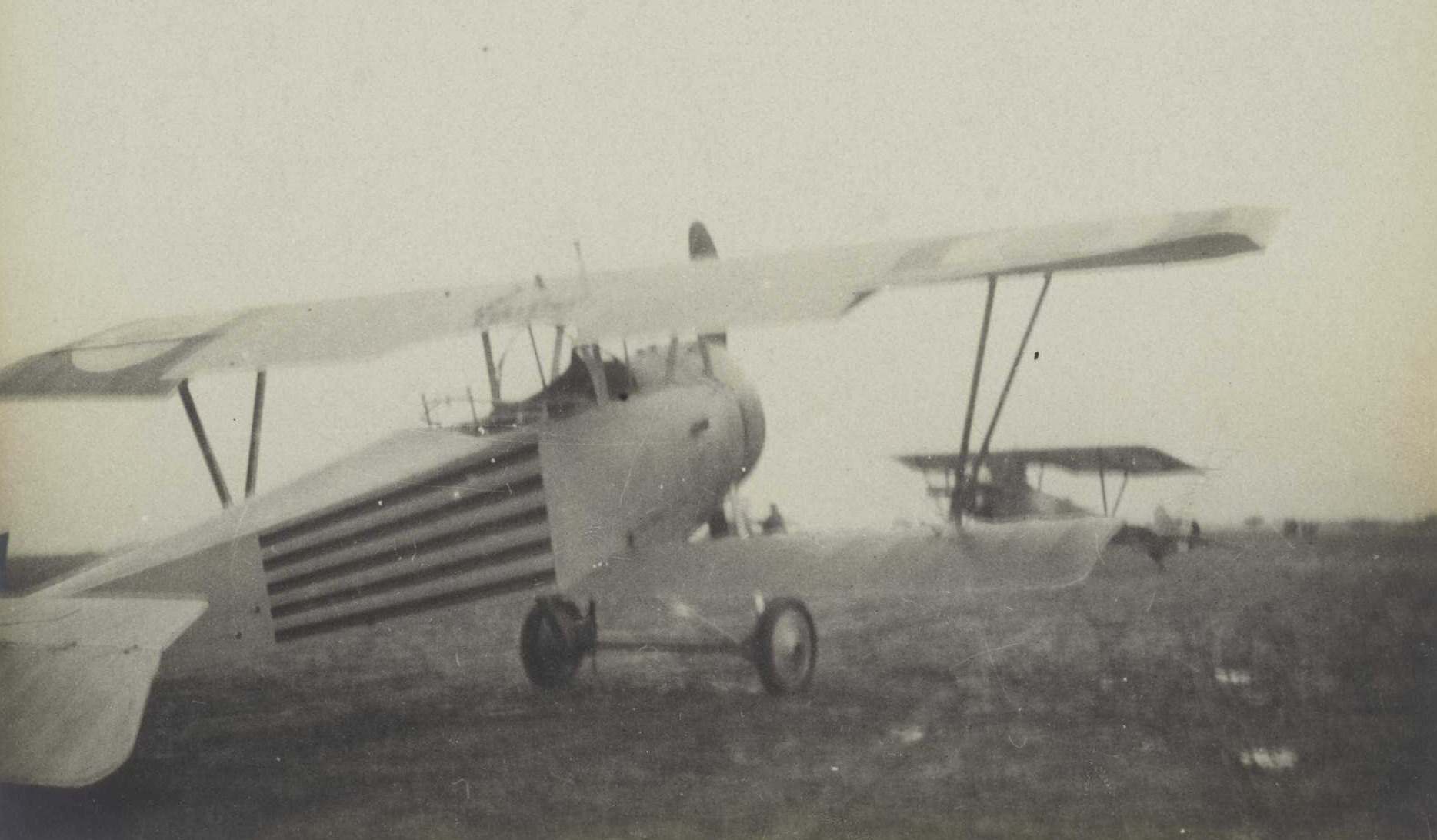
第69飛行隊のニューポール 12bis

クレルジェ 9Z（110 hp (82 kW)） エンジンまたは ル・ローヌ 9J（110 hp (82 kW)）を動力とする複座の複葉戦闘機/偵察機。

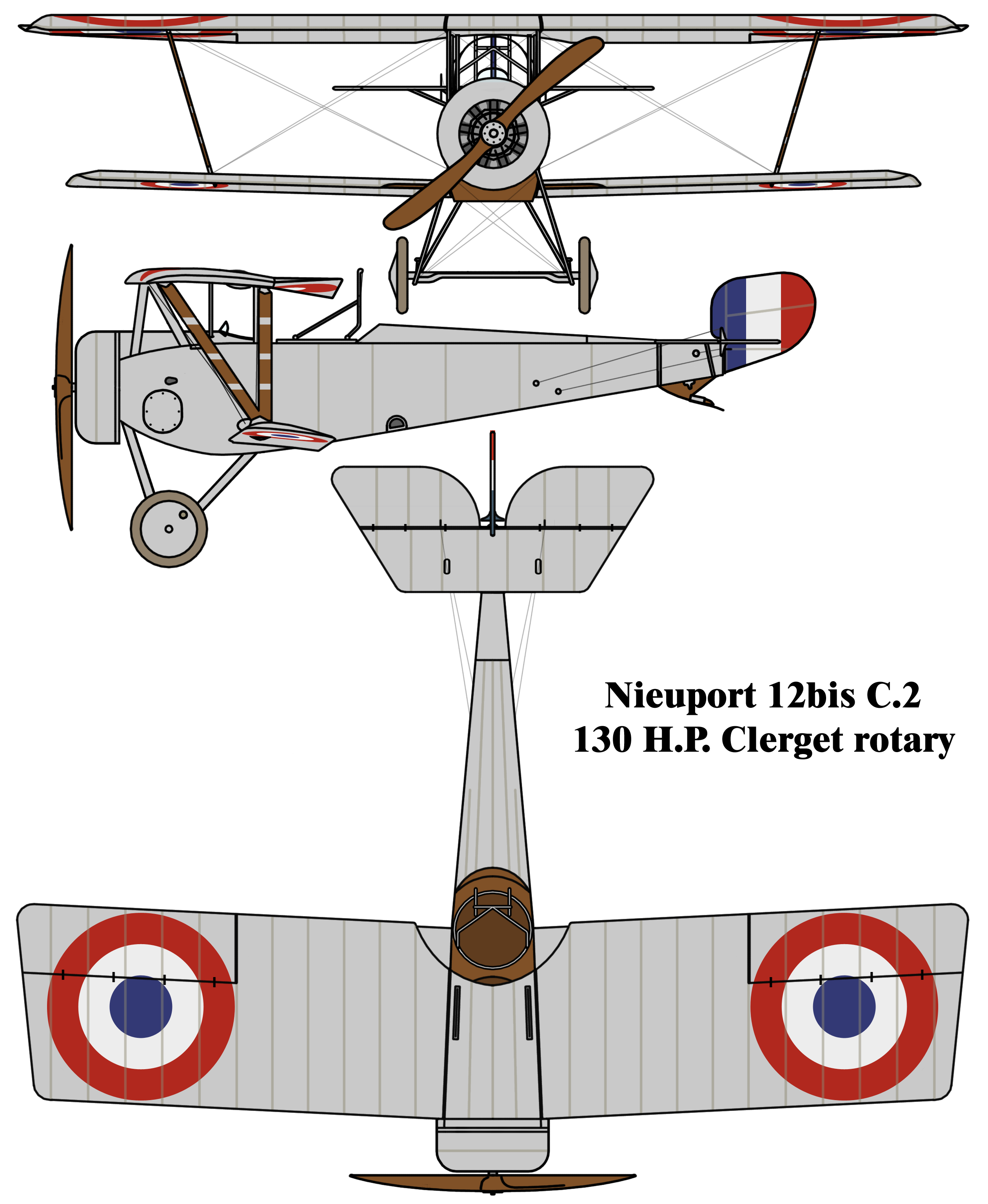
ニューポール 12bis C.2
クレルジェ 9B（130 hp (97 kW)）エンジンを搭載し、機胴側面の覆いを流線型とした改良型。
ニューポール 13
試作2機。翼幅を拡大したが公称翼面積はニューポール 12に同じ。1機はイスパノ・スイザ 8（140 hp (100 kW) ）を、もう1機はル・ローヌ 9C（80 hp (60 kW) ）を搭載した。
ニューポール 20
ル・ローヌ 9J（110 hp (82 kW) ）搭載型。フランスでは使用されなかったがイギリス陸軍航空隊に21機が納入された。初号機以外はニューポール 12bisに酷似している。
23メートルニューポール
このリストにある全型式の非公式な総称。主翼の公称翼面積23平方メートルに基づく。
ニューポール 80 E.2 ・81 E.2
後にニューポール 12は銃架を廃した練習機として大量に生産された。型式名の8はル・ローヌ 9C（80 hp (60 kW) ）に依ったもの。操縦装置が後席のパイロット席にのみにある（81 E.2）か、パイロット席・乗客席の双方にある（80 E.2）かが異なる。
ニューポール 12 (ベアドモア社)
ベアドモア社はニューポール 12を50機製造する間に徐々に設計に手を加えていったため、初期生産分はほぼ原型のままだが後期生産分は細部がかなり異っていた。クレルジェ 9Z（110 hp (82 kW)）またはクレルジェ 9B（130 hp (97 kW)）ロータリーエンジンを搭載した。
三菱内燃機製造 甲式1型練習機（陸軍）
日本におけるライセンス生産分の型式名。57機生産。
陸軍航空本部 二型滑走機
日本で独自に開発された、飛行能力を廃した滑走練習機型。15機生産。
Trainer Type 1
シャムにおけるニューポール 80 E.2の型式名。
シポウィッツ（Sipowicz） 1
ライト・ベランカ WB-2に似た揚力を発生する翼支柱を持つポーランドの実験機。（外部リンク参照）

## 運用者

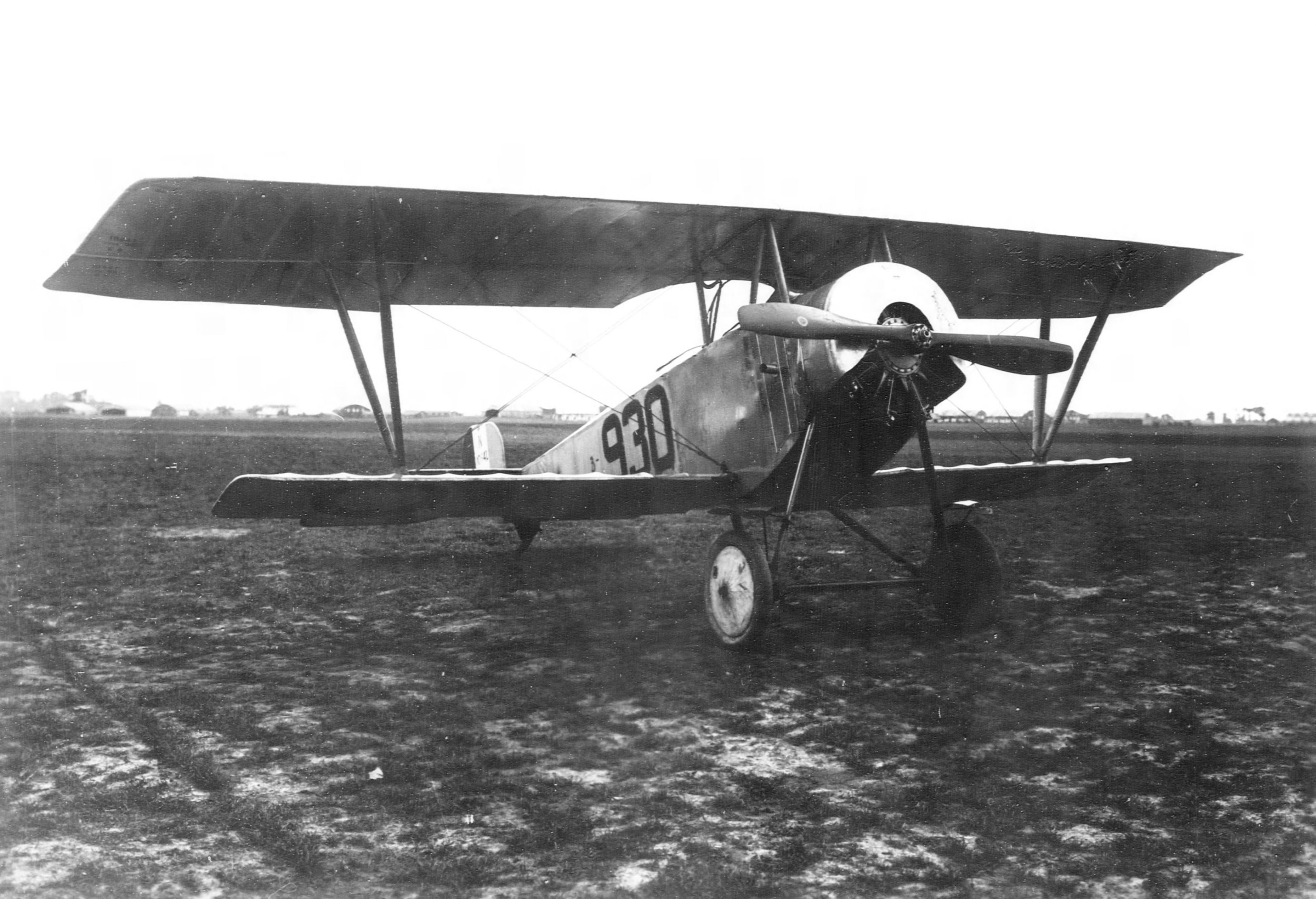
アメリカのニューポール 80 E.2 練習機

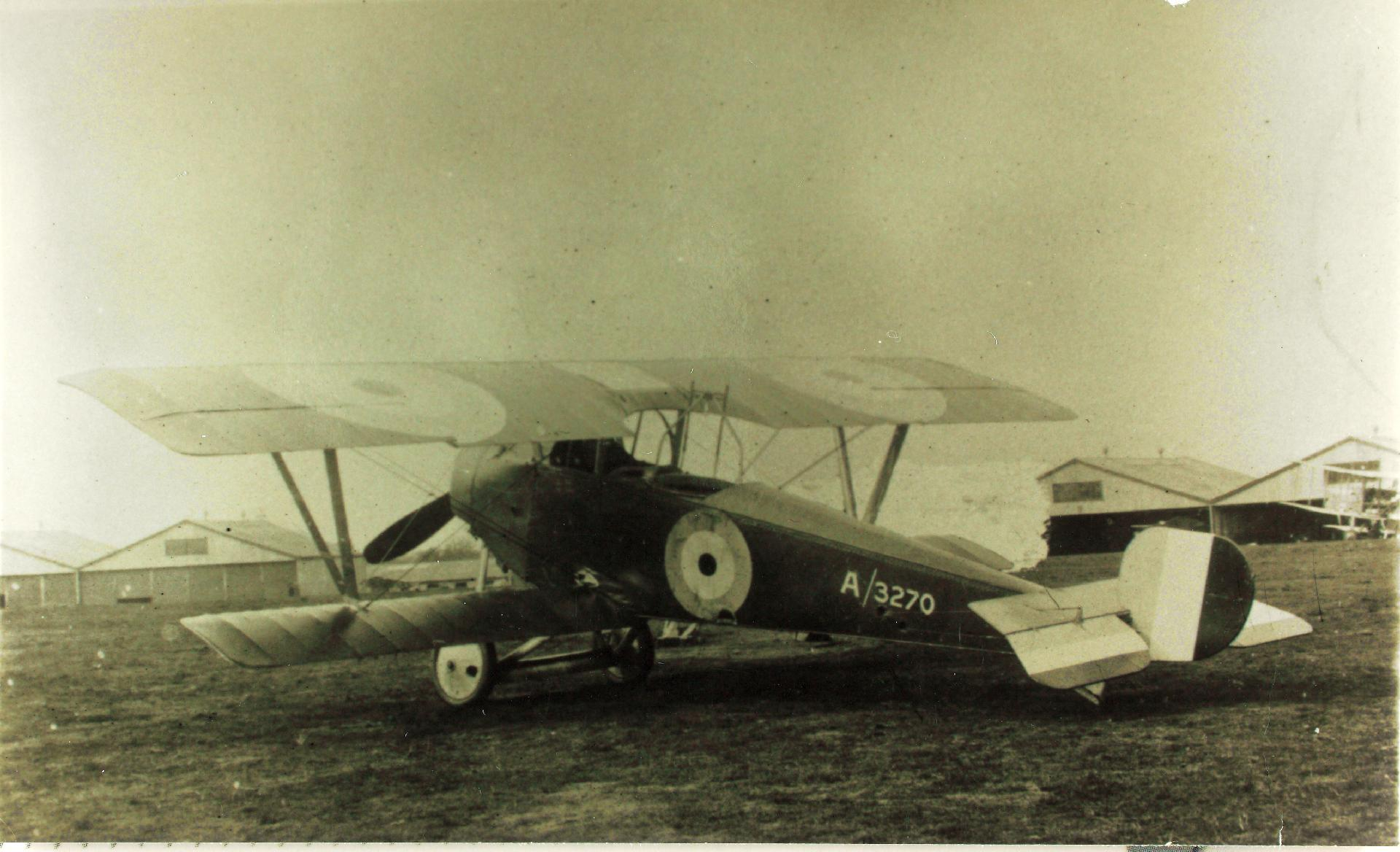
イギリス陸軍航空隊のベアドモア社製ニューポール 12。昇降舵の縞模様がベアドモア製機の特徴。

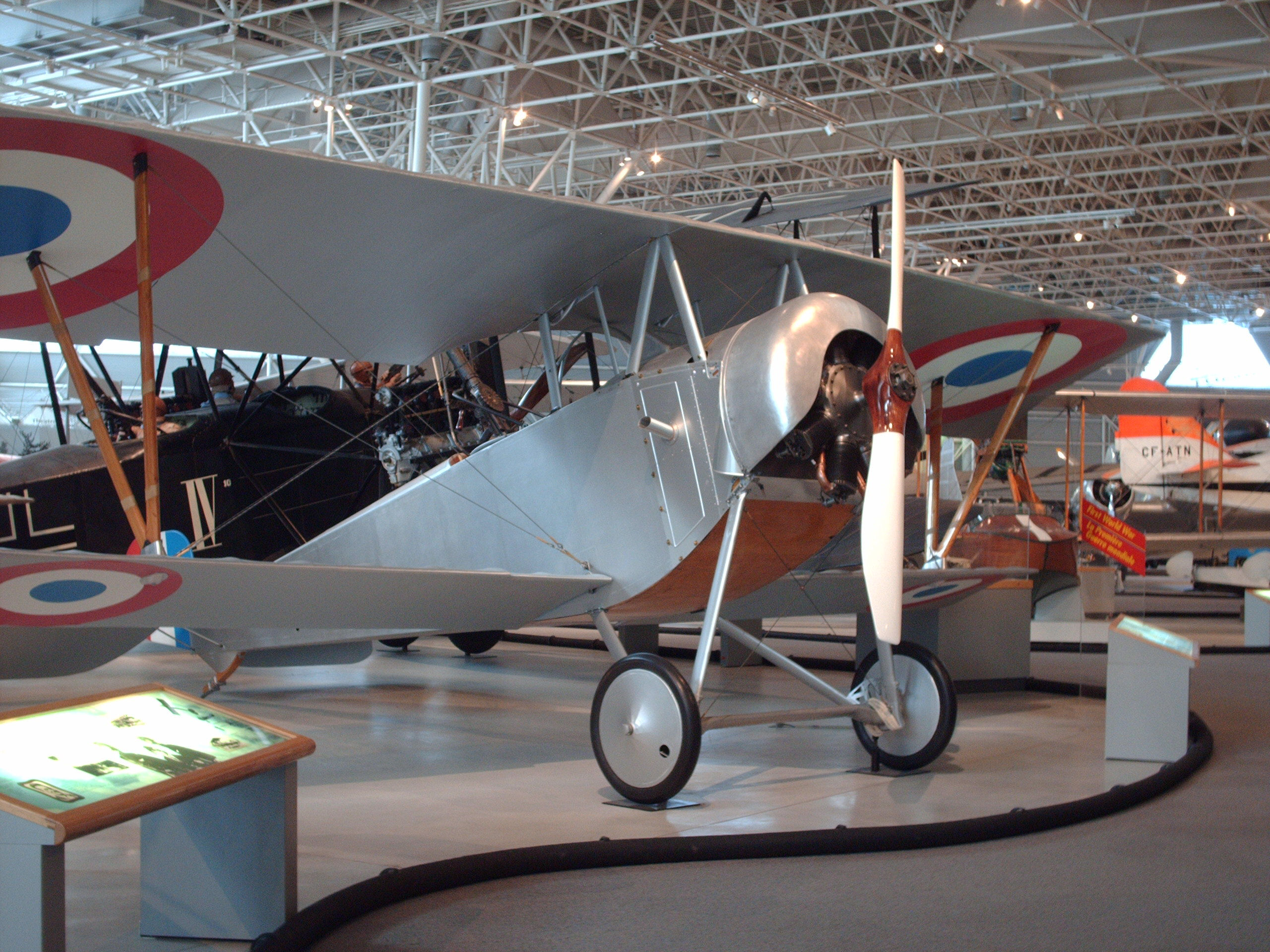
カナダ航空宇宙博物館のニューポール 12

アルゼンチン
- アルゼンチン海軍航空隊（英語版） – 1919年に1機。

 ベルギー
- ベルギー陸軍航空隊

 チリ
- チリ空軍 – 1機のみ。

 フランス
軍事航空隊
 エストニア
- エストニア空軍 – 戦後。

 ギリシャ
- ギリシャ海軍

 日本
- 大日本帝国陸軍航空部隊 – 1919年にフランスより40機のニューポール 81 E.2を受領し、加えて57機をライセンス生産した。[5]

 ポーランド
- ポーランド空軍

 ポルトガル
- ポルトガル陸軍航空隊

 ルーマニア
- ルーマニア王立空軍

 ロシア帝国
- ロシア帝国空軍（英語版）

 セルビア
- セルビア空軍（英語版）

 Siam
- タイ王国陸軍航空隊 – 1機のみ。

 イギリス
- イギリス陸軍航空隊
  - No. 45 Squadron RFC
  - No. 46 Squadron RFC
  - No. 65 Squadron RFC
  - No. 84 Squadron RFC
- イギリス海軍航空隊
  - No. 7 Squadron RNAS
  - No. 10 Squadron RNAS

 アメリカ合衆国
- アメリカ外征軍

 ソビエト連邦
労働者・農民赤軍航空隊

## 現存機
大規模な修復（オリジナルのル・ローヌ 9Jロータリーエンジン再搭載を含む）を経た元フランス機のニューポール 12が1機、1990年代末よりオタワのカナダ航空宇宙博物館で展示されている。この機はカナダ自治領公文書館にM1897 75mm野砲や大量のプロパガンダポスターとともにフランス政府より1916年に寄贈されたもので、1918年のスペインかぜ流行に伴い倉庫行きとなるまで戦時国債キャンペーンに使われていた。1960年代末に王立カナダ空軍は展示のためにイギリス陸軍航空隊のベアドモア社製機への不完全な改修を施した。
埼玉県所沢市の所沢航空発祥記念館にニューポール 81 E.2（登録記号J-TECH）の胴体前部が、同機のレプリカと共に展示されている。（外部リンク参照）

## 性能諸元 （フランス製ニューポール 12 A.2）

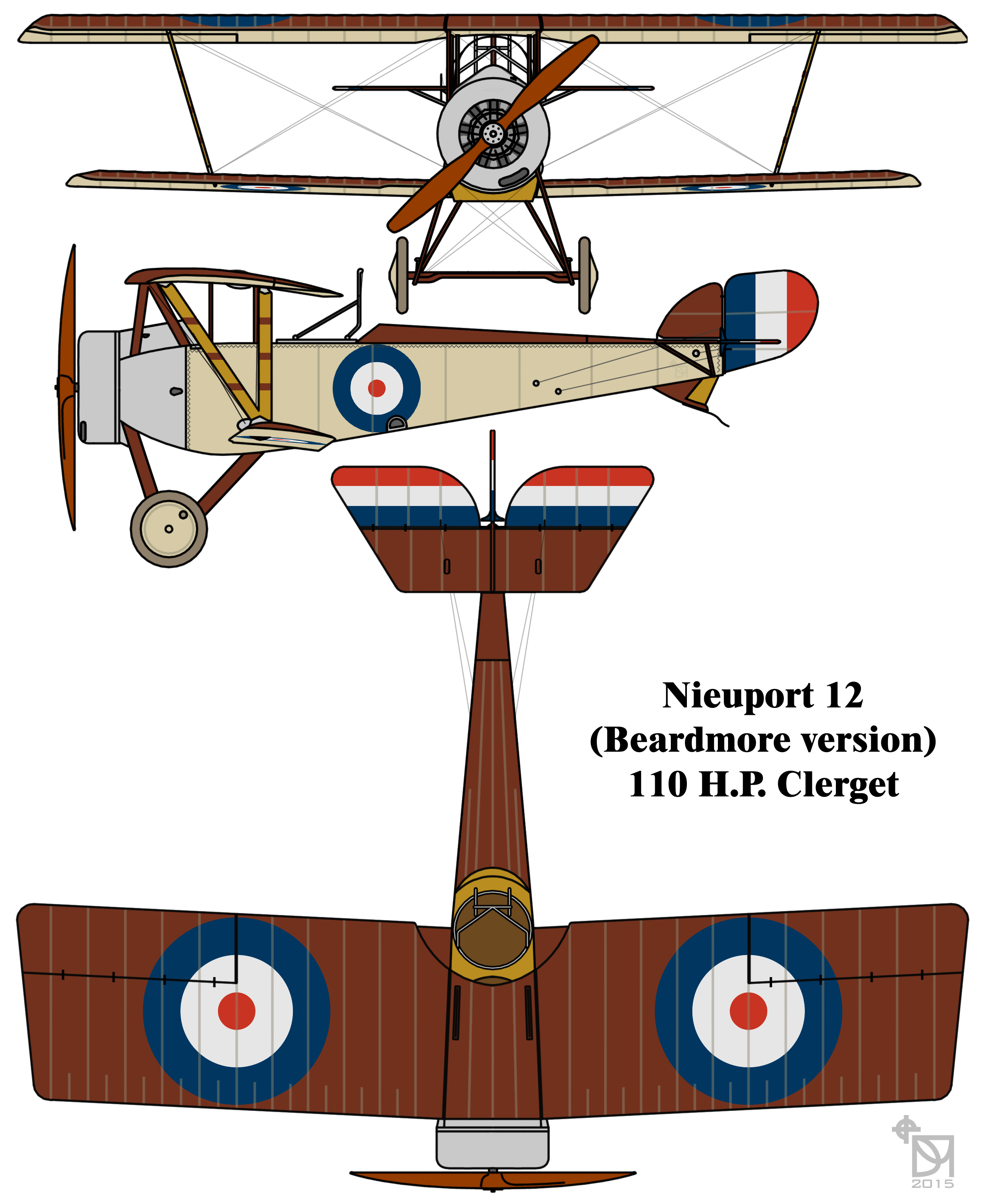
ベアドモア社製ニューポール 12後期生産型（同社の改修を含む）

出典: Davilla, 1997, p.369
諸元
- 乗員: 2（パイロットと偵察員/銃手）
- 全長: 7.10 m
- 全高: 2.70 m
- 翼幅: 9.00 m （現存機の実測では9.15 m (30.0 ft)）
- 翼面積: 22.00 m2
- 空虚重量: 550 kg
- 有効搭載量: 825 kg
- 動力: クレルジェ 9Z（英語版） 9気筒空冷ロータリーエンジン、 （110 hp、プロペラ[9]:  Régy 274（直径2.50 m (8 ft 2 in) ）Régy 289（直径2.55 m (8 ft 4 in) '）・Eclair 2（直径2.53 m (8 ft 4 in)）（木製2翅固定ピッチ））   × 1

性能
- 最大速度: 146 km/h （於 2,000 m (6,600 ft) ）
- 航続距離: 500 km
- 実用上昇限度: 4000 m
- 上昇率: 2,000 m (6,600 ft)まで14分15秒
- 航続時間: 3時間

武装
- 1 × .303 in (7.7 mm) ルイス機関銃（後席のイティヴィ（Etévé）環状銃架）、 時に上翼に２挺目を装備

## 参照